# Scotch Cup 1963
Scotch Cup 1963 var den femte udgave af curlingturneringen Scotch Cup og blev afviklet i byen Perth i Skotland. Turneringen havde ligesom året før deltagelse af fire hold. Turneringen blev for femte år i træk vundet af Canada, der vandt fem af sine seks kampe i turneringen.
I dag betragter World Curling Federation Scotch Cup 1963 som det femte VM i curling for mænd.

## Resultater
| Runde | Hold               | Res. |
| ----- | ------------------ | ---- |
| 1     | USA - Canada       | 7-6  |
| 1     | Skotland - Sverige | 15-4 |
| 2     | USA - Skotland     | 9-7  |
| 2     | Canada - Sverige   | 22-4 |
| 3     | Canada - Skotland  | 8-7  |
| 3     | USA - Sverige      | 18-3 |
| 4     | Canada - Sverige   | 14-8 |
| 4     | Skotland - USA     | 10-8 |
| 5     | Canada - USA       | 13-6 |
| 5     | Skotland - Sverige | 19-5 |
| 6     | Canada - Skotland  | 11-6 |
| 6     | Sverige - USA      | 10-6 |

| Plac. | Hold     | Vundne | Tabte |
| ----- | -------- | ------ | ----- |
| Guld  | Canada   | 5      | 1     |
| Sølv  | Skotland | 3      | 3     |
| 3.    | USA      | 3      | 3     |
| 4.    | Sverige  | 1      | 5     |